# Tajemství Jednorožce
Tajemství Jednorožce (francouzsky Le Secret de La Licorne) je komiks ze série Tintinova dobrodružství od belgického kreslíře Hergého. Poprvé vycházel na pokračování jako jedenáctý komiks o Tintinovi v letech 1942 a 1943, v češtině byl vydán v letech 1994 (Egmont ČR) a 1995–1996 (v časopise Květy) a v novém překladu poprvé v roce 2008 (Albatros).

## Příběh
T-Kadlecové jdou lovit kapsáře na Staré tržiště. Tintin je potká, když platí za hole, kapesní zloděj jim oběma totiž ukradl náprsní tašky, takže Tintin za ně zaplatí a pak se rozloučí. Když odcházejí, omylem seberou holí kufřík... Tintin chce na tržišti koupit model lodi pro kapitána Haddocka. Hned poté, co zaplatí, přijdou další dva muži a chtějí ho od něj odkoupit. Tintin jim ho neprodá a doma si ho postaví na komodu.